# فوينيكا
فوينيكا (بالسيريلية الصربية: Фојница) هي مدينة وبلدية تقع في كانتون البوسنة الوسطى التابع لاتحاد البوسنة والهرسك، وهو كيان تابع للبوسنة والهرسك. تقع غرب العاصمة سراييفو، في وادي نهر فوينيتشكا، أحد روافد نهر البوسنة. فوينيكا هي مدينة صغيرة في وسط البوسنة وهي أيضًا منتجع للعلاج بالمياه المعدنية.
تشمل المواقع الثقافية في فوينيكا دير الروح القدس الفرنسيسكاني الذي يضم جزءًا مهمًا من التراث الثقافي للبلاد الذي تحتفظ به مقاطعة البوسنة سريبرينا الفرنسيسكانية.
يحتوي دير الفرنسيسكان في فوينيكا على مكتبة من الأعمال الفلسفية واللاهوتية المطبوعة من القرن السادس عشر إلى القرن التاسع عشر، ويعود تاريخ بعضها إلى عام 1481.
لجأت ملكة البوسنة كاثرين من العثمانيين إلى كوزوغراد، وهو المقر الصيفي الملكي في الجبال القريبة من فوينيكا في ذلك الوقت، قبل أن تشق طريقها إلى روما.
يوجد في فوينيكا أيضًا مركز سبا بالمياه الحرارية

## التركيبة السكانية

### 1971
المجموع: 12,829
البوشناق - 6,473 (50.45%)

الكروات - 5,948 (46.36%)

الصرب - 223 (1.73%)

يوغسلافيا - 85 (0.66%)

أخرى - 100 (0.80%)

### 1981
المجموع: 15,045
البوشناق - 7,637 (50.76%)

الكروات - 6,432 (42.75%)

الصرب - 422 (2.80%)

يوغسلافيا – 392 (2.60%)

أخرى - 162 (1.09%)

### 1991
المجموع: 16,296
البوشناق - 8,024 (49.23%)

الكروات - 6,623 (40.64%)

الصرب - 157 (0.96%)

يوغسلافيا – 407 (2.49%)

أخرى - 1,085 (6.68%)

## مواقع خارجية
- Municipal website
- Tragovima bosanskog kraljevstva نسخة محفوظة 2016-03-04 على موقع واي باك مشين. - Tourist route for medieval Bosnia (English)
- Trail of the Bosnian Kingdom - Cultural Tourism in Tesanj